# Щедрик аравійський
Ще́дрик аравійський (Crithagra rothschildi) — вид горобцеподібних птахів родини в'юркових (Fringillidae). Мешкає на Аравійському півострові. Вид названий на честь британського орнітолога Волтера Ротшильда.

## Опис
Довжина птаха становить 11-12 см, вага 14 г. Забарвлення переважно сіре, спина і крила темні, тім'я і груди коричнюваті, поцятковані чорними плямками. Махові пера і хвіст чорнуваті. Нижня частина тіла світла.

## Поширення і екологія
Аравійські щедрики мешкають в горах Сарават на південному заході Саудівської Аравії (Хіджаз, Асір) та на заході Ємену (на захід від Хадрамаута). Вони живуть в сухих, кам'янистих районах, порослих деревами і чагарниками, серед скель, на полях, плантаціях і в садах. Зустрічаються поодинці, парами або невеликими зграйками, на висоті від 1000 до 2800 м над рівнем моря, поблизу води. Живляться переважно насінням, а також ягодами, квітками, бруньками алое і агави, а також комахами та іншими жрібними безхребетними. Сезон розмноження триває з березня по липень.